# 花柳壽輔 (4代目)
四代目 花柳 壽輔（よんだいめ はなやぎ じゅすけ、1931年（昭和6年）3月22日 - 2020年（令和2年）9月26日）は、日本舞踊家。本名は花柳寛（はなやぎ・ひろし）。位階は従四位。
2016年6月に宗家家元の座と「壽輔」の名跡を六代目花柳芳次郎（現五代目花柳壽輔）に譲り、自らは二代目花柳 壽應（はなやぎ じゅおう）を襲名した。
1958年（昭和33年）の文部省芸術祭奨励賞、1985年（昭和60年）の国際エミー賞優秀賞、1989年（平成元年）のイタリア賞、1999年（平成11年）の舞踊芸術賞、2001年（平成13年）の日本芸術院賞、2011年(平成23年)日本芸術院会員、2012年(平成24年)NHK放送文化賞などの受賞歴がある。

## 来歴
早稲田大学第一文学部、同大学院修了。1953年（昭和28年）より本名花柳 寛（はなやぎ ひろし）の名で俳優としてテレビドラマや東宝歌舞伎などに出演し、1960年からは宝塚歌劇団の振付師を務めた。1967年（昭和42年）5月に五代目花柳芳次郎を襲名し、当時花柳流三世家元だった三代目花柳壽輔の後見人となった。2006年（平成18年）旭日小綬章受章。
2007年4月に記者会見を開き、第一線を退き寛應（かんおう）を襲名することと、花柳芳次郎の名跡を孫の創右に譲ること、同年6月27日に歌舞伎座にて襲名披露公演を開催することを発表する。しかし同年5月23日に三代目壽輔が急死、その晩に行われた花柳流の理事会にて五代芳次郎を後継に推す声が上がる。芳次郎はそれを受諾し、6月27日に寛應襲名公演を行った後、翌28日の三代壽輔の葬儀・告別式の挨拶で四代目壽輔襲名を発表した。
四代壽輔は 2011年3月には自らの傘寿を記念して、東京国際フォーラムでリサイタル「四世花柳流宗家家元 花柳壽輔 傘寿 我が舞の道」を東日本大震災の復興支援チャリティー公演として開催。
また演出家や大学教授など外部の人物を花柳流の顧問に招き、組織の活性化を図り、2011年には日本芸術院会員に、翌2012年にはNHK放送文化賞を受賞した。
2016年6月、壽輔の名跡を孫の六代目芳次郎に譲り、自らはかつて二代目壽輔が三代目に「壽輔」を譲った後の名前壽應を襲名、二代目壽應となった。
一方、四代壽輔の家元継承に反発する弟子達は2011年1月に「一般社団法人花柳流花柳会」を設立、四代壽輔側は「花柳流」などの名称使用差し止めを求める訴訟を起こし、翌2012年には東京地裁が四代壽輔側の主張を認める判決を下す。弟子側は控訴したが、2013年には知的財産高等裁判所はこれを棄却した。
また花柳壽楽の孫で青山良彦の子にあたる青山貴彦が「三代壽輔から直々に後継指名を受けていた」として反発したが、それが流則に違反する行為であるとして、2014年には花柳流から除名される。貴彦は除名処分の取り消しを求め提訴し、2016年5月、除名処分は貴彦を排除し家元の座を孫（五代壽輔）に継承する意図があったものとして、処分の取り消しを認める判決が下る。メディアにおいても、花柳流のお家騒動、すなわち継承問題として本裁判が連日取り上げられた。もっとも、弁護士の田村勇人はこの判決について、貴彦側に処分取り消しを通じ四代壽輔の不当性を認めさせる狙いがあったものの、その点について裁判所は判断しなかったと分析している。
2020年9月26日、肺腺がんのため、東京都中央区の病院で死去。89歳没。死没日をもって、従四位叙位、旭日中綬章追贈。

## 家族
父の花柳芳瞠（四代目花柳芳次郎。本名金子幾太郎）は、初代花柳壽輔の姪で養女の花柳つる（三代目花柳芳次郎）の養子。二代目花柳壽輔は伯父に、三代目花柳壽輔はまたいとこにあたる。弟の花柳雅一は父の名を取って芳瞠宣州を名乗り独立、「芳瞠流」を創流した。なお演劇評家の河内厚郎は、芳瞠流の創立にあたっては花柳芳瞠の死後、関西の門下生が花柳流からの独立を企てたことが背景にあると指摘している。
1965年に宝塚歌劇団所属の女性と結婚するも半年で離婚し、実子はいない。そのため妹の息子を自らの養子として迎えている。孫の五代目花柳壽輔と二代目花柳ツルはその養子の子にあたる。

## 近年の舞台
- 2008～09年 - 四代目花柳壽輔襲名と合わせて、三代目花柳壽輔の追善舞踊会を東京・大阪・名古屋・福岡を中心に開催する。
- 2010年10月 - 第36回NHK古典芸能鑑賞会に初めて出演。長唄と常磐津掛合、『奴道成寺』を踊った。
- 2011年3月31日 - 傘寿を記念して、東京国際フォーラムでリサイタル「四世花柳流宗家家元 花柳壽輔 傘寿 我が舞の道」を東日本大震災の復興支援チャリティー公演として開催。総指揮に石原慎太郎、歌舞伎界からは四代目坂田藤十郎と五代目坂東玉三郎、宝塚歌劇団OG、俳優の淡島千景、林与一、朝丘雪路、三浦布美子、花柳界からは自身が教えている新橋・神楽坂・浅草の芸者衆、東京バレエ団、東京芸術大学長唄東音会女子など。